# 1980 في البرتغال
فيما يلي قوائم الأحداث التي وقعت خلال عام 1980 في البرتغال.

## سياسة

### تعيين في المنصب
- 10 يناير – ديوغو دي فريتاس دو أمارال وزير الخارجية  [لغات أخرى]‏،رئيس وزراء البرتغال.

### انتهاء فترة المنصب
- 12 نوفمبر – أنطونيو غوتيريش عضو مجلس الجمهورية  [لغات أخرى]‏.

## رياضة
- 1 يناير – كأس السوبر البرتغالي 1980 الفائز .

## مواليد

### يناير
- 1 يناير – خوسيه ألبرتو بينهيرو كاتب سيناريو برتغالي.
- 4 يناير – ميغيل مونتيرو لاعب كرة قدم برتغالي.
- 21 يناير – راكيل أوتشوا كاتبة برتغالية.
- 24 يناير – سوازنا غيرا مغنية برتغالية.

### فبراير
- 13 فبراير – آنا موريرا ممثلة برتغالية.
- 25 فبراير – ماريسا باروس

### مارس
- 2 مارس – روبرتو ريس لاعب كرة طائرة برتغالي.
- 5 مارس – فيليبي ميغيل لوبيز فيرنانديز لاعب كرة قدم برتغالي.
- 9 مارس – هيلدير روساريو لاعب كرة قدم برتغالي.
- 26 مارس – سيرجيو باولينيو درّاج طريق برتغالي.
- 31 مارس – هنريكي لاعب كرة قدم برتغالي.

### مايو
- 2 مايو – برناردو تافاريس
- 21 مايو – نونو مانويل سواريس غوميز لاعب كرة قدم برتغالي.
- 21 مايو – هوجو ليل لاعب كرة قدم برتغالي.
- 31 مايو – ريكاردو باتيرو لاعب كرة قدم برتغالي.

### يونيو
- 16 يونيو – باولو خورخي لاعب كرة قدم برتغالي.
- 27 يونيو – دودا لاعب كرة قدم برتغالي.

### يوليو
- 1 يوليو – كريستينا رودريغوس

### أغسطس
- 1 أغسطس – باولو كونا لاعب كرة سلة برتغالي.
- 4 أغسطس – جواو باولو بينتو ريبيرو لاعب كرة قدم برتغالي.
- 10 أغسطس – ديوغو لويس لاعب كرة قدم برتغالي.
- 12 أغسطس – بيدرو كونا ممثل برتغالي.
- 15 أغسطس – جواو بيدرو ليما سانتوس لاعب كرة قدم برتغالي.
- 18 أغسطس – جواو ألفيس لاعب كرة قدم برتغالي.

### سبتمبر
- 17 سبتمبر – باولو ميغيل كامبوس دي سوزا لاعب كرة قدم برتغالي.
- 22 سبتمبر – ليليانا سانتوس عارضة برتغالية.

### أكتوبر
- 3 أكتوبر – فرناندو سيلفا لاعب كرة قدم برتغالي.
- 8 أكتوبر – أنطونيو ريبيرو لاعب كرة قدم كندي.
- 10 أكتوبر – فاسكو ماتوس لاعب كرة قدم برتغالي.
- 11 أكتوبر – روي دوارتي لاعب كرة قدم برتغالي.
- 16 أكتوبر – سيرجيو بينتو لاعب كرة قدم ألماني.
- 30 أكتوبر – هوغو كويلو لاعب كرة قدم برتغالي.

### نوفمبر
- 8 نوفمبر – جيرالدو الفيس لاعب كرة قدم برتغالي.
- 11 نوفمبر – مانويل خوسيه فييرا لاعب كرة قدم برتغالي.
- 18 نوفمبر – باولو تيكسيرا لاعب كرة قدم برتغالي.
- 19 نوفمبر – تيتو لاعب كرة قدم برتغالي.

### ديسمبر
- 9 ديسمبر – روي فاريا لاعب كرة قدم برتغالي.
- 10 ديسمبر – سيماو فريتاس مدرب كرة قدم برتغالي.

## وفيات

### مارس
- 26 أكتوبر – مارسيلو كايتانو (مواليد 1906) سياسي برتغالي.

### أكتوبر
- 26 أكتوبر – مارسيلو كايتانو (مواليد 1906) سياسي برتغالي.

### ديسمبر
- 20 ديسمبر – أرتور باريديس (مواليد 1899)